# Eusebio Marcilla
Eusebio Carmelo Marcilla (Junín, provincia de Buenos Aires, Argentina, 16 de julio de 1914—Recreo, provincia de Santa Fe, Argentina, 14 de marzo de 1953) fue un piloto argentino de automovilismo de velocidad. Desarrolló su carrera deportiva en la categoría Turismo Carretera, entre las décadas del '40 y '50, siendo un reconocido animador de las competencias de aquella época, logrando a su vez un buen número de victorias. A lo largo de su carrera deportiva, fue fiel representante de la marca Chevrolet, formando parte de un selecto grupo de competidores que corrían con dicha marca, junto a Juan Manuel Fangio, Domingo Marimón, Marcos Ciani y Jorge Descotte.
A la par de su desempeño deportivo, en el que se destacaba tanto como piloto y como mecánico, supo también destacarse por sus muestras de solidaridad para con sus contrincantes ante situaciones de accidentes o inconvenientes mecánicos, siendo su acto más recordado el haber abandonado la traza normal del Gran Premio Internacional de la América del Sur, al auxiliar a Juan Manuel Fangio y a su navegante Daniel Urrutia luego de un accidente sufrido en un camino montañoso del Perú. Tras haber logrado llevar a los heridos a un hospital, por expreso pedido de Fangio retornó a la competencia, logrando finalmente el segundo lugar del clasificador general, por detrás de su amigo Domingo Marimón. Por esta acción, pasó a la historia siendo conocido como el Caballero del Camino.
Fue subcampeón de Turismo Carretera en los años 1947 y 1948, ambas ediciones por detrás de Oscar Alfredo Gálvez y en 1952 por detrás de Juan Gálvez. Al mismo tiempo, obtuvo 9 victorias en competencias finales entre 1941 y 1953.
Murió el 14 de marzo de 1953, mientras disputaba la "V Vuelta de Santa Fe". El siniestro ocurrió a la altura de la localidad de Recreo, cuando al tomar una curva pronunciada sobre la traza de la Ruta Nacional 11, su Chevrolet se salió de camino impactando de lleno contra un poste de hormigón del alumbrado público. Debido a que para esa competencia había decidido modificar la posición de la cabina de mando, pasando el volante y los mandos al asiento izquierdo, Marcilla recibió de lleno el impacto al haberse sucedido el choque contra ese lateral.
En su Junín natal una plaza lleva su nombre, a la vez de que una estatua emplazada en dicho espacio verde rememora el episodio del rescate a Daniel Urrutia en el Gran Premio de la América del Sur. Al mismo tiempo, el Automoto Club de Junín lo homenajeó imponiendo su nombre autódromo de esa localidad. La ruta provincial número 70, ubicada en el centro de la Provincia de Santa Fe, también lleva su nombre.

## Sus victorias en el TC
- 14	12/01/1941	Bandera de Argentina Eusebio Marcilla	12 Horas de Rafaela	1
- 15	31/08/1941	Bandera de Argentina Eusebio Marcilla	Vuelta de Añatuya	1
- 27	17 al 18/7/1948	Bandera de Argentina Eusebio Marcilla	Vuelta del Chaco	1
- 41	02/10/1949	Bandera de Argentina Eusebio Marcilla	Doble Vuelta de Rojas	1
- 51	10 al 11/6/1950	Bandera de Argentina Eusebio Marcilla	Vuelta de La Pampa	1
- 52	1 al 2/7/1950	Bandera de Argentina Eusebio Marcilla	Vuelta de Córdoba	1
- 82	1 al 2/3/1952	Bandera de Argentina Eusebio Marcilla	Vuelta de Santa Fe	1
- 94	06/07/1952	Bandera de Argentina Eusebio Marcilla	Vuelta de Córdoba	1
- 96	20/07/1952	Bandera de Argentina Eusebio Marcilla	Junín - Vuelta del Oeste	1

## Palmarés
| Título     | Categoría         | Automóvil        | Año  |
| ---------- | ----------------- | ---------------- | ---- |
| Subcampeón | Turismo Carretera | Chevrolet Master | 1947 |
| Subcampeón | Turismo Carretera | Chevrolet Master | 1948 |
| Subcampeón | Turismo Carretera | Chevrolet Master | 1952 |

## Artículo relacionado
- Autódromo Eusebio Marcilla